# Wojna we Flandrii
Wojna we Flandrii – wojna pomiędzy Królestwem Francji a Hrabstwem Flandrii trwająca od 1297 do 1305 roku.

## Przyczyny wojny
Od ostatniej dekady XIII wieku Filip IV Piękny zaangażował się w podporządkowanie Królestwu Francji dwóch terytoriów: Flandrii i Gaskonii. Francuska armia prowadziła wiele działań wojennych w Gaskonii przeciwko Anglikom. Odnosiła sukcesy przy pomocy Szkotów, którzy w 1295 roku, będąc w sojuszu z Francją, zaatakowali Anglię od północy. W międzyczasie Filip IV zajął pięć głównych flandryjskich miast. Francuski król wykorzystując manipulacje walutą oraz kontrolą wywozu pieniędzy zagrażał handlowi flandryjskiemu, chcąc tym samym podporządkować sobie jeszcze bardziej księstwo. Próbował także narzucić Flandryjczykom podatek aide, przeznaczając środki na wojnę przeciwko Anglii. Ponadto monarcha francuski zakazał małżeństwa Filipy de Hainaut (córki hrabiego Flandrii Gwidona de Dampierre) z przyszłym władcą Anglii Edwardem II. Działania te rozzłościły Gwidona. W 1297 roku hrabia Flandrii, chcąc uwolnić się od francuskich wpływów, wypowiedział wojnę królowi Filipowi IV. 6 sierpnia tego samego roku zawarł traktat sojuszniczy z królem Anglii Edwardem I, co eskalowało konflikt.

## Przebieg wojny

### 1297–1300
W marcu 1297 roku król Filip IV zaaresztował wszystkich zwolenników hrabiego Gwidona i skonfiskował ich cały majątek. Następnie Filip IV zajął zamek l’Ecluse w pobliżu miejscowości Douai. W czerwcu 1297 roku Filip IV zebrał w Compiègne armię liczącą około 3000 rycerzy. Armia pomaszerowała w kierunku Arras i Lens i 14 czerwca 1297 roku dotarła do granicy francusko-flamandzkiej w pobliżu Douai. Następnego dnia część kawalerii francuskiej, dowodzona przez Karola Walezjusza i Raoula de Nesle, przekroczyła granicę w pobliżu Râches i napotkała część armii flamandzkiej składającej się z niemieckich żołnierzy najemnych. Doszło do starcia, w wyniku którego wojska Flandrii oddały miejscowość Orchies Francuzom. Wojska Karola Walezjusza ograbiły okolicę od Orchies do Lille, po czym powróciły do armii francuskiej. 16 czerwca 1297 roku cała armia francuska wkroczyła do Flandrii, maszerując na Lille i jednocześnie paląc po drodze miasta Seclin i Loos. 17 czerwca rozpoczęto oblężenie miasta Lille, które trwało dziesięć tygodni. W trakcie oblężenia francuskie oddziały Karola Walezjusza paliły lub zdobywały miasta Komen, Waasten i Kortrijk .
W sierpniu 1297 roku Robert II d’Artois wyruszył z wojskiem na Flandrię, aby wspomóc francuskie działania wojenne. 13 sierpnia 1297 roku wojska pod jego dowództwem pokonały Flamandów w bitwie pod Fernes. Francuzi zdobyli również parę twierdz, w tym Lille. Król Anglii w celu potwierdzenia sojuszu z hrabią Gwidonem przybył 22 sierpnia osobiście do Flandrii z wojskiem liczącym 8,5 tys. piechoty, 822 konnych (w tym 127 rycerzy chorągiewnych) oraz 695 konnych sierżantów troopers.

### Interwencja papieża
W latach 1298–1299, za namową papieża Bonifacego VIII, wprowadzono rozejm na okres do 6 lutego 1300 roku, zaaranżowano małżeństwa Edwarda I z siostrą Filipa IV, Małgorzatą Francuską, oraz przyszłego Edwarda II z córką Filipa IV, Izabelą. Jednocześnie wojska angielskie, które były słabo zdyscyplinowane i dopuszczały się do grabieży, nie były dobrze widziane we Flandrii. W związku z tym w 1298 roku Edward I wycofał swoją armię z Flandrii z powrotem do Anglii.

### 1300–1302
Kiedy rozejm dobiegał końca, hrabia Gwidon był opuszczony przez wszystkich sojuszników i mógł liczyć jedynie na łaskę Filipa IV, który uwięził go wraz z synem i skonfiskował hrabstwo. W 1301 roku król i królowa Francji odwiedzili Flandrię. Monarchów hucznie przywitali patrycjusze w Ypres, Gandawie, Brugii, Lille i Douai. Jednakże plebs był wrogi wobec monarchów z powodu brutalności francuskiego gubernatora Jakuba z Châtillon, który był odpowiedzialny za wprowadzanie wysokich podatków. W ciągu roku buntowniczy i niezależni mieszczanie z wielu dużych miast wraz z plebsem weszli w konflikt z despotycznymi rządcami francuskimi. W konsekwencji, 18 maja 1302 roku dokonali oni masakry francuskich żołnierzy garnizonu w Brugii, którzy zostali zaskoczeni i zabici w łóżkach, co określono „porankiem brugijskim” lub „jutrzni brugijskiej”. Podobny los podzielili bogaci mieszczanie, którzy byli zwolennikami króla. Rozpoczęło to konflikt między władzą królewską a mieszczanami i chłopami.
Do rozbicia powstańców wysłano francuską armię królewską, która wówczas uważana była za najświetniejsze siły bojowe w Europie. 11 lipca 1302 roku doszło do bitwy pod Courtrai, gdzie Flandryjczycy (m.in. pod dowództwem Wilhelma von Jülich) odparli atak francuskiej jazdy dzięki zastawianiu pułapek oraz zmasowanemu użyciu pik i łuczników. Flamandowie stracili kilkuset ludzi przy 1000 francuskich rycerzy. Poległ również Robert II d’Artois. Zwycięstwo pod Courtrai zjednoczyło wszystkie miasta Flandrii. Ośrodki, które początkowo zdecydowały się zachować neutralność i nie przyłączały się do powstania, stanęły po stronie zwycięskich chłopów i mieszczan. Była to poważna klęska polityczna Filipa IV. Po przegranej król zdecydował się na zwolnienie z więzienia hrabiego Gwidona de Dampierre, aby uspokoić powstańców. Cel jednak nie został osiągnięty.
Flamandowie przed końcem 1302 roku zdecydowali się zająć hrabstwa Holandii i Hainaut. Podzielili oni swoje siły: Gwidon z Namur pomaszerował na północ do Zelandii, a Wilhelm von Jülich na południe pod Tournai. Po trzydniowym oblężeniu Tournai Flamandowie odpuścili i ruszyli na umocnione miasto Lessines, której obronę wspomógł William z Hainault. Flandryjczycy po przegranym oblężeniu wycofali się. Po wygranej potyczce William z Hainault został zmuszony do ruszenia z armią na północ, aby obronić miasto Middelburg, które zostało zaatakowane przez Gwidona z Namur. Wówczas Wilhem von Jülich ponownie ruszył na Lessines, które zdobył, po czym spalił, a mury i baszty zburzył.

### 1303–1305
4 kwietnia 1303 roku, po zajęciu Lessines, wielka armia flamandzka Williama von Jülicha wyruszyła spod Cassel w kierunku Saint-Omer, gdzie znajdował się francuski garnizon. Żołnierze flandryjscy przekroczyli rzekę Aa i zaatakowali wieś Arques, gdzie pokonali francuskie oddziały. Po tym zwycięstwie armia flamandzka ponownie ruszyła na Tourai, które Flandryjczycy zaczęli oblegać. 20 września Flamandowie zdjęli oblężenie miasta, po czym nastąpił rozejm.
Wiosną 1304 roku król Filip Piękny, przy wielkim wysiłku finansowym i organizacyjnym, przygotował armię gotową do ponownego ataku na Flandrię. Główne siły francuskiego władcy pomaszerowały na północ, a flota francuska popłynęła na Zelandię. 11 sierpnia 1304 roku połączone siły francusko-holenderskie pod dowództwem Rainiera I pokonały flotę Flandrii w bitwie pod Zierikzee. Gwidon z Namur, który dowodził armią i flotą flamandzką, dostał się do niewoli. W tym samym czasie wojska francuskie wkroczyły ponownie do Flandrii, gdzie zatrzymały się pod Mons-en-Pévèle. Pod miejscowość nadciągnęła również armia flamandzka. 18 sierpnia 1304 roku doszło do bitwy, którą wygrali Francuzi. W trakcie starcia poległ Wilhelm von Jülich.
Po bitwie król Francji zawarł traktat pokojowy w Athis-sur-Orge z Robertem III Flandryjskim (synem Gwidona de Dampierre).

## Skutki wojny
- Traktat z Athis uznał autonomię Flandrii pod władzą hrabiego Roberta III. Miasta flandryjskie miały przysięgnąć wierność Filipowi Pięknemu. Król Francji zatrzymywał kasztelanie Lille, Douai, Bethune i Cassel i Courtrai. Miano zburzyć mury miejskie Gandway, Brugii, Ypres, Lille i Douai. Hrabstwo Flandrii miało także wypłacić olbrzymie odszkodowanie wojenne. Bardzo ciężkie warunki traktatu przyczyniły się w przyszłości do ponownego wybuchu buntów we Flandrii[16].
- Wojna Francji z Flandrią pociągnęła za sobą duże wydatki. Filip IV, szukając źródeł wyrównania deficytu, zarządził w lipcu 1306 roku konfiskatę majątku Żydów[17].
- W trakcie wojny, 18 listopada 1302 roku, po przegranej Francuzów w bitwie pod Courtrai papież Bonifacy VIII wydał bullę Unam Sanctam, która była skierowana przeciwko królowi Francji[7].